# Мителнојфнах
Мителнојфнах (њем. Mittelneufnach) општина је у њемачкој савезној држави Баварска. Једно је од 46 општинских средишта округа Аугсбург. Према процјени из 2010. у општини је живјело 1.056 становника. Посједује регионалну шифру (AGS) 9772179.

## Географски и демографски подаци
Мителнојфнах се налази у савезној држави Баварска у округу Аугсбург. Општина се налази на надморској висини од 560 метара. Површина општине износи 16,9 km². У самом мјесту је, према процјени из 2010. године, живјело 1.056 становника. Просјечна густина становништва износи 62 становника/km².

## Међународна сарадња
| Мјесто | Држава    | Врста сарадње | Од    |
| ------ | --------- | ------------- | ----- |
|        | Француска | партнерство   | 1994. |
| Извор  |           |               |       |